# Queen of New Orleans
Queen of New Orleans è un singolo del cantante statunitense Jon Bon Jovi, pubblicato nel 1997 ed estratto dall'album Destination Anywhere.

## Classifiche
| Classifica (1997) | Posizione massima |
| ----------------- | ----------------- |
| Australia         | 40                |
| Canada            | 40                |
| Germania          | 66                |
| Irlanda           | 27                |
| Italia            | 7                 |
| Paesi Bassi       | 40                |
| Regno Unito       | 10                |
| Svezia            | 41                |
| Svizzera          | 50                |